# Cantón de Le Châtelet-en-Brie
El cantón de Le Châtelet-en-Brie era una división administrativa francesa, que estaba situada en el departamento de Sena y Marne y la región de Isla de Francia.

## Composición
El cantón estaba formado por trece comunas:
- Blandy
- Chartrettes
- Châtillon-la-Borde
- Échouboulains
- Féricy
- Fontaine-le-Port
- Le Châtelet-en-Brie
- Les Écrennes
- Machault
- Moisenay
- Pamfou
- Sivry-Courtry
- Valence-en-Brie

## Supresión del cantón de Le Châtelet-en-Brie
En aplicación del Decreto n.º 2014-186 de 18 de febrero de 2014, el cantón de Le Châtelet-en-Brie fue suprimido el 22 de marzo de 2015 y sus 13 comunas pasaron a formar parte del nuevo cantón de Nangis.